# Sarhala
Sarhala  est une localité du centre-ouest de la Côte d'Ivoire et appartenant au département de Mankono, Région du Béré. La localité de Sarhala est un chef-lieu de commune.